# Liste des monuments historiques de Pézenas
Ce tableau présente la liste de tous les monuments historiques classés ou inscrits dans la ville de Pézenas, Hérault, en France.
La ville ancienne dispose d'un secteur sauvegardé de 17 hectares, un des plus anciens de France (le 14e), créé le 21 juin 1965 par le ministère des Affaires culturelles. Elle compte plus de trente immeubles inscrits ou classés Monuments historiques.
Quelques jours avant la loi du 7 juillet 2016 portant sur la création des  Sites Patrimoniaux Remarquables, le secteur sauvegardé a été élargi pour atteindre 58 hectares.
La création des Sites Patrimoniaux Remarquables, dont Pézenas fait partie, a pour objectif de protéger et mettre en valeur le patrimoine architectural, urbain et paysager de nos territoires.
Les sites patrimoniaux remarquables sont « les villes, villages ou quartiers dont la conservation, la restauration, la réhabilitation ou la mise en valeur présente, au point de vue historique, architectural, archéologique, artistique ou paysager, un intérêt public.
Le dispositif doit permettre d’identifier clairement les enjeux patrimoniaux sur un même territoire. Ces enjeux sont retranscrits dans un plan de gestion du territoire qui peut prendre deux formes : soit un plan de sauvegarde et de mise en valeur (document d’urbanisme), soit un plan de valorisation de l’architecture et du patrimoine (servitude d’utilité publique)
L'objectif est donner une meilleure lisibilité pour les porteurs de projets et pour les habitants de ces sites.

## Statistiques
Pézenas compte 39 édifices comportant au moins une protection au titre des monuments historiques. 11 d'entre eux comportent au moins une partie classée ; les 28 autres sont inscrits.
Pézenas concentre 8 % des monuments historiques de l'Hérault, elle est la 2e commune du département la plus dotée après Montpellier (106 protections).

## Liste
| Monument                                                | Adresse                                             | Coordonnées                      | Notice         | Protection     | Date            | Illustration                                           |
| ------------------------------------------------------- | --------------------------------------------------- | -------------------------------- | -------------- | -------------- | --------------- | ------------------------------------------------------ |
| Château de Larzac                                       | Le Larzac                                           | 43° 27′ 51″ nord, 3° 24′ 17″ est | « PA34000046 » | Inscrit        | 2004            | Image manquante Téléverser                             |
| Château de Loubatières                                  | Loubatières                                         | 43° 29′ 09″ nord, 3° 24′ 09″ est | « PA34000050 » | Inscrit        | 2005            | Image manquante Téléverser                             |
| Collégiale Saint-Jean                                   | Rue des Chevaliers-de-Saint-Jean Rue Kléber         | 43° 27′ 36″ nord, 3° 25′ 27″ est | « PA00103633 » | Inscrit        | 1935            | Collégiale Saint-Jean                                  |
| Domaine de la Grange des Prés                           | La Grange des Prés                                  | 43° 28′ 26″ nord, 3° 26′ 01″ est | « PA34000110 » | Inscrit        | 2015            | Domaine de la Grange des Prés                          |
| Église Saint-Jean de Bébian                             | Saint-Jean-de-Bébian                                | 43° 28′ 59″ nord, 3° 24′ 43″ est | « PA00103634 » | Classé         | 1983            | Église Saint-Jean de Bébian                            |
| Fontaine de Vedel                                       | Place fontaine de Vedel                             | 43° 27′ 33″ nord, 3° 25′ 27″ est | « PA00103635 » | Inscrit        | 1931            | Fontaine de Vedel                                      |
| Hôtel d'Alfonce                                         | 32 rue de Conti                                     | 43° 27′ 33″ nord, 3° 25′ 31″ est | « PA00103636 » | Classé         | 1944            | Hôtel d'Alfonce                                        |
| Hôtel de Bezons                                         | 22 cours Jean-Jaurès                                | 43° 27′ 38″ nord, 3° 25′ 19″ est | « PA00103637 » | Inscrit        | 1933            | Hôtel de Bezons                                        |
| Hôtel du connétable de Montmorency                      | 13, 15 rue Henri-Reboul                             | 43° 27′ 37″ nord, 3° 25′ 12″ est | « PA00103638 » | Inscrit        | 1933 1992       | Hôtel du connétable de Montmorency                     |
| Hôtel de l'Épine                                        | 9 rue Victor-Hugo                                   | 43° 27′ 31″ nord, 3° 25′ 27″ est | « PA00103640 » | Inscrit        | 1933            | Hôtel de l'Épine                                       |
| Hôtel de Flottes de Sébazan                             | 9, 11 place Gambetta 1 rue Alfred-Sabatier          | 43° 27′ 39″ nord, 3° 25′ 22″ est | « PA00103641 » | Inscrit        | 1944            | Hôtel de Flottes de Sébazan                            |
| Hôtel de Grasset                                        | 20 cours Jean-Jaurès                                | 43° 27′ 38″ nord, 3° 25′ 19″ est | « PA00103642 » | Classé         | 1944            | Hôtel de Grasset                                       |
| Hôtel de Grave                                          | 9 rue du Château                                    | 43° 27′ 40″ nord, 3° 25′ 19″ est | « PA00103643 » | Inscrit        | 1933            | Hôtel de Grave                                         |
| Hôtel de Lacoste                                        | 6 rue François-Oustrin                              | 43° 27′ 40″ nord, 3° 25′ 26″ est | « PA00103644 » | Classé         | 1965            | Hôtel de Lacoste                                       |
| Hôtel de Landes de Saint-Palais                         | 18 cours Jean-Jaurès                                | 43° 27′ 37″ nord, 3° 25′ 20″ est | « PA00103645 » | Classé         | 1944            | Hôtel de Landes de Saint-Palais                        |
| Hôtel de Loubatières                                    | 33 cours Jean-Jaurès                                | 43° 27′ 37″ nord, 3° 25′ 18″ est | « PA00103779 » | Inscrit        | 1992            | Hôtel de Loubatières                                   |
| Hôtel de Malibran                                       | 47 rue Denfert-Rochereau                            | 43° 27′ 29″ nord, 3° 25′ 26″ est | « PA00103646 » | Classé         | 1944            | Hôtel de Malibran                                      |
| Hôtel Mazel                                             | 5 place Ledru-Rollin                                | 43° 27′ 40″ nord, 3° 25′ 15″ est | « PA34000061 » | Inscrit        | 2006            | Hôtel Mazel                                            |
| Hôtel de Nizas                                          | 10 rue de la Foire                                  | 43° 27′ 38″ nord, 3° 25′ 22″ est | « PA00103647 » | Classé         | 1944            | Hôtel de Nizas                                         |
| Hôtel de Peyrat                                         | 1 et 3 rue Montmorency Place des États-du-Languedoc | 43° 27′ 44″ nord, 3° 25′ 24″ est | « PA00132614 » | Inscrit        | 1994            | Hôtel de Peyrat                                        |
| Hôtel de Ribes                                          | 11 rue Triperie-Vieille                             | 43° 27′ 38″ nord, 3° 25′ 23″ est | « PA00103653 » | Inscrit        | 1933            | Hôtel de Ribes                                         |
| Hôtel de Saint-Germain (Musée de Vulliod-Saint-Germain) | 3 rue Alfred-Paul-Alliès                            | 43° 27′ 41″ nord, 3° 25′ 23″ est | « PA00103648 » | Inscrit        | 1934            | Hôtel de Saint-Germain(Musée de Vulliod-Saint-Germain) |
| Hôtel de ville                                          | 12 rue Massillon                                    | 43° 27′ 35″ nord, 3° 25′ 17″ est | « PA00103632 » | Inscrit        | 1931            | Hôtel de ville                                         |
| Hôtel de Wicque                                         | 9 rue de la Foire                                   | 43° 27′ 37″ nord, 3° 25′ 23″ est | « PA00103649 » | Inscrit        | 1944            | Hôtel de Wicque                                        |
| Hôtel-Dieu                                              | 20 rue Henri-Reboul                                 | 43° 27′ 37″ nord, 3° 25′ 11″ est | « PA00103639 » | Inscrit        | 1931            | Hôtel-Dieu                                             |
| Immeuble (Niche à l'angle de la rue)                    | Rue Alfred-Sabatier                                 | 43° 27′ 39″ nord, 3° 25′ 22″ est | « PA00103650 » | Classé         | 1936            | Immeuble(Niche à l'angle de la rue)                    |
| Immeuble                                                | 8 rue Alfred-Sabatier                               | 43° 27′ 40″ nord, 3° 25′ 21″ est | « PA00103651 » | Inscrit        | 1957            | Immeuble                                               |
| Immeuble                                                | 3 rue des Commandants-Bessas                        | 43° 27′ 32″ nord, 3° 25′ 26″ est | « PA00103652 » | Inscrit        | 1933            | Immeuble                                               |
| Immeuble                                                | 10 rue des Orfèvres                                 | 43° 27′ 38″ nord, 3° 25′ 24″ est | « PA34000048 » | Inscrit        | 2004            | Immeuble                                               |
| Maison                                                  | 17 rue de la Foire                                  | 43° 27′ 37″ nord, 3° 25′ 22″ est | « PA00103656 » | Inscrit        | 1963            | Maison                                                 |
| Maison                                                  | 22 rue de la Foire                                  | 43° 27′ 39″ nord, 3° 25′ 20″ est | « PA00103657 » | Inscrit        | 1933            | Maison                                                 |
| Maison des Commandeurs                                  | Rue des Chevaliers-de-Saint-Jean                    | 43° 27′ 37″ nord, 3° 25′ 25″ est | « PA00103654 » | Inscrit        | 1933            | Maison des Commandeurs                                 |
| Maison des Pauvres                                      | 12 rue Alfred-Sabatier                              | 43° 27′ 40″ nord, 3° 25′ 21″ est | « PA00103655 » | Inscrit        | 1958            | Maison des Pauvres                                     |
| Monument aux morts de Pézenas                           | place Frédéric Mistral                              | 43° 27′ 42″ nord, 3° 25′ 12″ est | « PA34000124 » | Inscrit        | 18 octobre 2018 | Image manquante Téléverser                             |
| Moulin de Conas                                         | Conas                                               | 43° 26′ 04″ nord, 3° 25′ 28″ est | « PA34000088 » | Inscrit        | 2012            | Image manquante Téléverser                             |
| Palais consulaire                                       | Place Gambetta                                      | 43° 27′ 40″ nord, 3° 25′ 23″ est | « PA00103658 » | Inscrit Classé | 1931 1944       | Palais consulaire                                      |
| Porte Faugères                                          | Place Ledru-Rollin                                  | 43° 27′ 39″ nord, 3° 25′ 16″ est | « PA00103659 » | Inscrit        | 1931            | Porte Faugères                                         |
| Prison consulaire                                       | Rue des d'André                                     | 43° 27′ 40″ nord, 3° 25′ 17″ est | « PA00103660 » | Inscrit        | 1933            | Prison consulaire                                      |
| Sacristie des Pénitents Blancs                          | 2 rue des Chevaliers-Saint-Jean                     | 43° 27′ 37″ nord, 3° 25′ 26″ est | « PA00103661 » | Classé         | 1944            | Sacristie des Pénitents Blancs                         |
| Théâtre (Église des Pénitents noirs)                    | 7 rue Henri-Reboul                                  | 43° 27′ 38″ nord, 3° 25′ 14″ est | « PA00103662 » | Classé         | 1995            | Théâtre(Église des Pénitents noirs)                    |